# Abai-Qunanbajuly-Literaturmuseum

Das Museumsgebäude

Das Literaturmuseum Abai Qunanbajuly (russisch Литературно-мемориальный дом-музей Абая) ist eines der vier großen Museen der kasachischen Stadt Semei.

## Geschichte
Das Literaturmuseum wurde im Jahr 1940 zu Ehren des kasachischen Dichters, Schriftstellers und Denkers Abai Qunanbajuly eröffnet. Das Gedenkmuseum war zunächst in einer Villa untergebracht. Mit der Zeit wurde ein größeres Museumsgebäude nötig. Im Haus russischer Kaufleute im Stadtzentrum von Semei wurde das Museum dann eingerichtet. Das Museum wurde anlässlich des 150. Geburtstags Abai Qunanbajulys im Jahr 1995 um einen Bau erweitert, der am 11. August 1995 eröffnet wurde. An das alte Gebäude aus dem 19. Jahrhundert mit sieben Sälen wurde ein Neubau mit zehn Sälen angefügt. Zum Museum gehört auch eine alte Moschee und daneben die Koranschule, in der Abai Qunanbajuly als Kind unterrichtet wurde.

## Ausstellung
Die verschiedenen Bereiche und Ausstellungen des Literaturmuseums zeigen unter anderem Exponate und Materialien zu „Abai und seine Zeit“, „Abai in der darstellenden Kunst“, „Die poetische Schule Abais“, „Abai und die Gegenwart“, „Abai im Herzen des Volkes“ und „Das Gedicht Iskander“.